# Ernst Gehrcke
Ernst J. L. Gehrcke (Berlín, Imperio alemán, 1 de julio de 1878 - Hohen Neuendorf, República Democrática Alemana, 25 de enero de 1960) fue un físico experimental alemán. Fue director del departamento de óptica en el Instituto Físico y Técnico del Reich. Al mismo tiempo, fue profesor en la Universidad de Berlín. Desarrolló el método de Lummer-Gehrcke en interferometría, descubrió los rayos anódicos y desarrolló el espectroscopio interferométrico de multipletes para la resolución de precisión de las estructuras de líneas espectrales. Como antirrelativista, fue ponente en un evento organizado en 1920 por la Sociedad Trabajadora de Científicos Alemanes. Fue miembro de la junta directiva del Observatorio Astrofísico de Potsdam. Tras la Segunda Guerra Mundial, trabajó en Carl Zeiss en Jena, y ayudó a desarrollar y se convirtió en director del Instituto de Óptica Fisiológica de la Universidad de Jena. En 1949, comenzó a trabajar en la Oficina Alemana de Materiales y Pruebas de Productos. En 1953, se convirtió en director del departamento de óptica de la Oficina Alemana de Pesos y Medidas.

## Educación
Gehrcke estudió en la Universidad Friedrich Wilhelms (actualmente, Universidad Humboldt de Berlín) entre 1897 y 1901. Obtuvo su doctorado bajo la supervisión de Emil Warburg en 1901.

## Carrera
In 1901, Gehrcke se incorporó al Physikalisch-Technische Reichsanstalt (PTR, Instituto Físico y Técnico, renombrado tras 1945 como Physikalisch-Technische Bundesanstalt). En 1926, se convirtió en director del departamento de óptica, puesto que ocupó hasta 1946. Al mismo tiempo que su puesto en el PTR, fue Privatdozent en la Friedrich-Wilhelms-Universität entre 1904 y 1921, y außerordentlicher Professor (profesor extraordinario) entre 1921 y 1946. Tras el fin de la Segunda Guerra Mundial, la universidad pasó a estar en el sector soviético de Berlín.
En 1946, Gehrcke trabajó en Carl Zeiss AG en Jena, y ayudó a desarrollar y se convirtió en director del Instituto de Óptica Fisiológica de la Friedrich-Schiller-Universität Jena. En 1949, se trasladó a Berlín Este a la Deutsches Amt für Materialprüfung (Oficina Alemana de Materiales y Pruebas de Productos). En 1953, se convirtió en director del departamento de óptica de la Deutsches Amt für Maß und Gewicht (DAMG, Oficina Alemana de Pesos y Medidas) en Berlín Este, el equivalente de la Alemania Oriental al Physikalisch-Technische Bundesanstalt (Instituto Federal Físico y Técnico) de la Alemania Occidental.
Gehrcke contribuyó a las técnicas experimentales de la espectroscopía de interferencia (interferometría), a la óptica fisiológica y a la física de descargas eléctricas en gases. En 1903, junto con Otto Lummer, desarrolló el método de Lummer-Gehrcke en interferometría. En 1908, junto con Otto Reichenheim, descubrió los rayos anódicos. En 1927, con Ernst Gustav Lau, desarrolló el espectroscopio interferométrico de multipletes para la resolución de precisión de las estructuras de líneas espectrales.
Al igual que muchos otros físicos prominentes de la época (incluyendo al físico teórico neerlandés Hendrik Lorentz), Gehrcke, un experimental, no estaba dispuesto a renunciar al concepto de éter, y por esto y otras varias razones fue muy crítico con las teorías de la relatividad de Einstein al menos desde 1911. Esto llevó a una invitación a un evento organizado en 1920 por Paul Weyland. Weyland, un activista político radical, agitador profesional, delincuente menor, y editor del periódico vehementemente antisemita Völkische Monatshefte, creía que las teorías de Einstein habían sido excesivamente promovidas en la prensa de Berlín, que imaginaba dominada por judíos simpatizantes con la causa de Einstein por razones no científicas. En respuesta, Weyland organizó el Arbeitsgemeinschaft deutscher Naturforscher zur Erhaltung reiner Wissenschaft (Grupo de Trabajo de los Científicos Naturales Alemanes por la Preservación de la Ciencia Pura), que nunca fue oficialmente registrado. Weyland intentó reclutar a destacados científicos conservadores, como el premio Nobel Philipp Lenard, para dar apoyo a la sociedad (aunque Lenard rechazó participar en los encuentros de Weyland). La sociedad tuvo su primer y único evento el 24 de agosto de 1920, con ponencias contra la teoría de la relatividad de Albert Einstein. Weyland dio la primera charla, en la que acusó a Einstein de ser un plagiador. Gehrcke dio la segunda y la última charla, en las que presentó críticas detalladas a las teorías de Einstein. Einstein asistió al evento con Walther Nernst. Max von Laue, Walther Nernst y Heinrich Rubens publicaron una breve y digna respuesta al evento en el importante diario berlinés Tägliche Rundschau el 26 de agosto. Einstein publicó su propia réplica, bastante larga, el 27 de agosto, lo que más tarde terminó lamentando. El aumento del antisemitismo y la antipatía a las tendencias recientes en física teórica (especialmente respecto a la teoría de la relatividad y la mecánica cuántica) fueron factores claves en la motivición del movimiento Deutsche Physik.
Aconsejado por algunos de sus colegas más cercanos, Einstein más tarde retó públicamente a sus críticos a debatir con él en un ambiente más profesional, y varios de sus adversarios científicos, incluyendo a Gehrcke y Lenard, aceptaron. El debate tuvo lugar en el 86.º encuentro de la Sociedad Alemana de Científicos y Médicos en Bad Nauheim el 20 de septiembre, dirigido por Friedrich von Müller y con Hendrik Lorentz, Max Planck y Hermann Weyl presentes. En este encuentro, Gehrcke incidió en sus críticas de que la teoría de la relatividad general de Einstein admitía ahora velocidades supralumínicas en sistemas de referencia rotatorios, lo cual no era posible en la teoría de la relatividad especial.
Philipp Lenard propuso a Gehrcke para el Premio Nobel de Física en 1921.
Entre 1922 y 1925, Gehrcke fue también miembro del Kuratorium (junta directiva) del Observatorio Astrofísico de Potsdam. El 9 de febrero de 1922, Max Planck propuso a Gehrcke, Max von Laue, G. Müller y Walther Nernst como miembros del Kuratorium, y fueron instaurados por la Preußische Akademie der Wissenschaften (Academia Prusiana de las Ciencias). Gehrcke representaba al Physikalisch-Technische Reichsanstalt. Durante su nombramiento, asistió en cuatro ocasiones con Albert Einstein presente. Esta fue una colaboración sorprendente teniendo en cuenta lo que había ocurrido tan solo 18 meses antes en el encuentro bajo el auspicio del Arbeitsgemeinschaft deutscher Naturforscher y las respuestas en la prensa de Einstein, Laue y Nernst.

## Membresías
Gehrcke fue miembro de varias organizaciones profesionales, incluyendo:
- Deutsche Physikalische Gesellschaft (Sociedad Física Alemana).
- Sociedad de Antropología, Etnología y Prehistoria de Berlín.

## Publicaciones
- Ernst Gehrcke y Rudolf Seeliger Über das Leuchten der Gase unter dem Einfluss von Kathodenstrahlen, Verh. D. Deutsch. Phys. Ges. (2) 15, 534–539 (1912), citado en Mehra, Volumen 1, Parte 2, p. 776.
- Gehrcke, Ernst Die gegen die Relativitätstheorie erhobenen Einwände, Die Naturwissenschaften Volumen 1, 62–66 (1913)
- Gehrcke, Ernst Zur Kritik und Geschichte der neueren Gravitationstheorien, Annalen der Physik Volumen 51, Número 4, 119 – 124 (1916)
- Gehrcke, Ernst Berichtigung zum Dialog über die Relativitätstheorie, Die Naturwissenschaften Volumen 7, 147 – 148 (1919)
- Gehrcke, Ernst Zur Diskussion über den Äther, Zeitschrift der Physik Volumen 2, 67 – 68 (1920)
- Gehrcke, Ernst Wie die Energieverteilung der schwarzen Strahlung in Wirklichkeit gefunden wurde, Physikalische Zeitschrift Volumen 37, 439 – 440 (1936)